# Jan Peter (Regisseur)
Jan Peter (* 20. November 1968 in Merseburg) ist ein deutscher Filmregisseur, Drehbuchautor, Fernsehproduzent und Showrunner, der gelegentlich auch als Opernregisseur in Erscheinung getreten ist. Zu seinen bekanntesten Werken zählen die dokumentarischen Dramaserien Krieg der Träume und 14 – Tagebücher des Ersten Weltkriegs, die erste deutsche NETFLIX Dokuserie Rohwedder – Einigkeit und Mord und Freiheit,  der dokumentarische Spielfilm Friedrich – Ein deutscher König, das Dokudrama Die geheime Inquisition und der Dokumentarfilm Der Rebell.

## Leben und Wirken
Jan Peter wuchs in Merseburg auf. Mit 16 Jahren gründete er an seiner EOS „Ernst Haeckel“ eine Band, die zwei Jahre unter dem Namen „Auf eigene Gefahr“ in der Stadt und Umgebung spielte. Später gründete Peter gemeinsam mit dem Leipziger Gitarristen Peter Felix Liebe erneut eine Band, die unter dem Namen „H-Milch aus Bagdad“ in Leipzig Anfang der 1990er Jahre Kultstatus erlangte.
Ende der 1980er Jahre engagierte sich Peter in diversen kirchlichen Gruppen in Leipzig und Merseburg für einen Wechsel in der Politik der DDR. Unter anderem war er mehrere Jahre in der Jungen Gemeinde Merseburg des Stadtjugendpfarrers Lothar König aktiv. Während der Montagsdemonstrationen in Leipzig wurde er zu einem Mit-Herausgeber der Flugblätter des Neuen Forums. Im Januar 1990 engagierte er sich als Mitbegründer und Chefredakteur der ersten unabhängigen DDR-Wochenzeitung DAZ (Die Andere Zeitung), die über Politik, Wirtschaft, Kultur und Soziales berichtete. Aus der ursprünglichen Kulturbeilage der DAZ entwickelte sich das Leipziger Stadtmagazin Kreuzer, als dessen Mit-Herausgeber Jan Peter in den Anfangsjahren ebenfalls verantwortlich zeichnete.
Im Jahr 1993 gründete er gemeinsam mit Yury Winterberg und Katja Herr die Leipziger Produktionsfirma LE Vision. Unter deren Trägerschaft entstanden ein Spielfilm und zahlreiche, zum Teil preisgekrönte Dokumentarfilme und Dokudramen, bei denen Jan Peter Regie führte, oder an denen er als Drehbuchautor oder Produzent beteiligt war. Gegenstand der Arbeiten waren neben politischen und gesellschaftlichen auch wissenschaftliche und historische Themen. Im Februar 2011 stellte die LE Vision nach knapp achtzehn Jahren Arbeit ihren Betrieb ein.
Im Jahr 2002 engagierte sich Jan Peter als einer der Gründer in der Richard-Wagner-Gesellschaft Leipzig 2013.
Peter gründete im Mai 2015 gemeinsam mit dem Berliner Wirtschaftsprofessor Michael Faustino Bauer die Firma Fortis Imaginatio zur Entwicklung, Koproduktion und Vermarktung von Stoffen und Medienformaten.
Peters Arbeiten sind geprägt durch das Überschreiten gängiger Grenzen zwischen den Formaten Dokumentarfilm, Spielfilm und Animationsfilm. Mit Projekten wie u. a. Meine Kindheit (Doku-Animation), Friedrich – Ein deutscher König (dokumentarischer Spielfilm) und 14 – Tagebücher des Ersten Weltkriegs (dokumentarische Dramaserie) entwickelte er gemeinsam mit der Filmeditorin und Grafikerin Susanne Schiebler eine eigene, hybride Formsprache.
Neben seinen Tätigkeiten als Autor und Regisseur wird Peter zunehmend in der Funktion als Showrunner tätig, so bei den beiden dokumentarischen Dramaserien „14“ und „18“.
Jan Peter lebt in Leipzig.

## Spielfilme
- 1999: Over the Rainbow – Sehnsucht ist eine Droge[4]

## Dokumentarische Dramaserie
- 2014: 14 – Tagebücher des Ersten Weltkriegs ARTE/ARD u.v.m. (8×52 Minuten, bzw. 4×45 Minuten)[5]
- 2014: Great War Diaries (3×60 Minuten) BBC2[6]
- 2014: 14 War Stories (8×52 Minuten) Netflix USA[7]
- 2018: Krieg der Träume ARTE/ARD/SVT/TVP u.v.m. (8×52 Minuten, bzw. 3×90 Minuten)

## Dokumentarische Serie
- 2020: Rohwedder – Einigkeit und Mord und Freiheit (4x40 Minuten) Netflix Original (Regie mit Georg Tschurtschenthaler)[8]
- 2021: Deutschland 9|11 (4x22 Minuten) ARD Mediathek
- 2022: Der letzte Flug – Ein deutsches Geheimnis (5x20 Minuten) ARD Mediathek[9]
- 2023: LUBI – Ein Polizist stürzt ab (4x35 Minuten) ARD Mediathek[10]
- 2024: Willy – Verrat am Kanzler (4x30 Minuten) ARD Mediathek[11]

## Dokumentarfilme
- 1997: Neue Menschen aus Schreberschem Geist (ARD/ARTE 90 Minuten)
- 1998: Al Capones Erben - Das Organisierte Verbrechen in Russland und Osteuropa (ARD 3x45 Minuten)
- 1999: Aufstand der Träumer: Drei Tage im August 1989 (Pro7 30 Minuten)
- 2000: Die Macht der Stunde: Eine Geschichte der Zeitmessung (ARTE 60 Minuten)
- 2001: Nach Hitler. Radikale Rechte rüsten auf (ARD 3×45 Minuten)
- 2003: Schöner neuer Mensch – Genforschung im 21. Jahrhundert (ARTE/ARD 90 Minuten)
- 2005: Der Rebell. Psychogramm eines Terroristen (ARD 94 Minuten)
- 2007: Verlassene Heimat/Unsere Heimat (MDR, 60 Minuten, bzw. 3×30 Minuten)
- 2009: Mein Deutschland (ARD 3×45 Minuten)
- 2009: Mein Mauerfall (RBB 45 Minuten)
- 2010: Ernst Reuter – Ein zerrissenes Leben (NDR/RBB 45 Minuten)
- 2010: Damals nach der DDR (ARD 6×45 Minuten) – Serienregie
- 2010: Meine Einheit – Schicksale im vereinigten Deutschland (ARD/MDR 90 bzw. 45 Minuten) – Regie/Co-Autor
- 2010: Als wir Kinder waren – Aufgewachsen in der DDR (45 Minuten)
- 2012: Kinder des Ostens. Animierte Dokumentation (MDR 3×45 Minuten)
- 2015: Geheimauftrag Pontifex – Der Vatikan im Kalten Krieg (ARTE/ARD 2×52 Minuten bzw. 1x90 Minuten)
- 2021: Deutschland 9|11 (ARD-RBB, NDR, SWR, 90 Minuten)
- 2022: Der letzte Flug – Ein deutsches Geheimnis (ARD/ARTE/RBB, 90 Minuten)
- 2023: LUBI – Ein Polizist stürzt ab (SWR/Das Erste, 90 Minuten)
- 2024: Willy – Verrat am Kanzler (ARD-RBB, 90 Minuten)

## Dokudramen
- 2002: Die geheime Inquisition, ZDF (3×45 Minuten)[12]
- 2004: Hexen – Magie, Mythen und die Wahrheit, ARD (3×45 Minuten)
- 2005: Mätressen – Die geheime Macht der Frauen, ARD (3×45 Minuten)
- 2006: Savonarola – Der schwarze Prophet, ZDF (45 Minuten)
- 2008: Imperium der Päpste, ZDF (3×45 Minuten) – Regie Fiktion und Gesamtregie Teil 2
- 2024: Die Spaltung der Welt (Drehbuch)

## Hörbücher
- 2008: Die Illuminaten – Auf der Suche nach der Weltherrschaft
- 2008: Die Rosenkreuzer – Auf der Suche nach dem letzten Geheimnis
- 2008: Die Templer – Das Geheimnis der Armen Ritterschaft Christi vom Salomonischen Tempel
- 2008: Opus Dei – Das ‚Werk Gottes‘ zwischen Heiligkeit und Santa Mafia

## Drehbücher
- 2009: Deutsche und Deutsche (45 Minuten) – Regie: Mira Thiel
- 2010: Damals nach der DDR (Buch Teile 1, 3 und 6) – gemeinsam mit Yury Winterberg
- 2010: Die Deutschen – August der Starke und die Liebe (45 Minuten) – gemeinsam mit Yury Winterberg
- 2011: Friedrich – Ein deutscher König (90 Minuten) – gemeinsam mit Yury Winterberg
- 2012/13: 14 – Tagebücher des Ersten Weltkriegs – Autor der Episoden 2 und 8., Hauptautor Episoden 3, 4, 5 und 7. Co-Autor Episoden 1 und 6
- 2014: Great War Diaries (3×60 Minuten)
- 2015: Geheimauftrag PONTIFEX (2x52 Minuten und 1x90 Minuten) – gemeinsam mit Yury Winterberg
- 2018: Krieg der Träume (Clash of Futures) (8×52 Minuten)
- 2020: ROHWEDDER – Einigkeit und Mord und Freiheit (Additional Writing mit Martin Behnke)
- 2021: Deutschland 9/11 (mit Daniel Remsperger)
- 2022: Der letzte Flug (1x90 Min/5x20Min Dokumentation/Dokuserie mit Sandra Naumann, siehe Abschuss einer Ju 52 am 20. April 1945)
- 2023: LUBI – Ein Polizist stürzt ab (1x90 Min/4x35Min, Dokumentation/Dokuserie mit Sandra Naumann)
- 2023/24: Die Spaltung der Welt (Dokumentarische Dramaserie, 6x52 Min. Head Autor, mit Jasmin Wind)
- 2024: Willy – Verrat am Kanzler (1x90 Minuten, 4x30 Minuten, Dokumentation/Dokuserie mit Sandra Naumann)

## Oper
- 2019: Aufstieg und Fall der Stadt Mahagonny von Kurt Weill/Bertolt Brecht am Musiktheater im Revier, Gelsenkirchen

## Showrunner/Created by
- 2014: 14 – Tagebücher des Ersten Weltkriegs: Created by
- 2018: 18 - Krieg der Träume: Created by/Showrunner
- 2022: Der letzte Flug – Ein deutsches Geheimnis: Created by
- 2023: LUBI – Ein Polizist stürzt ab: Created by/Showrunner

## Stoffentwicklung
- SOKO Leipzig im Auftrag von UFA Fiction gemeinsam mit Jörg Winger, Thomas Teubner und Yury Winterberg: allgemeine Figurenkonstellation, Storylines und Übertrag der Originalserie nach Leipzig

## Shows
- Kennst Du den Mythos; Regie der Videoinstallation innerhalb der Jubiläumsshow zum 111. Gründungsjubiläum des FC Schalke 04 in Koproduktion mit dem Musiktheater im Revier, Musik Dieter Falk und Heribert Feckler, Libretto Ulf Schmidt, Bühneninszenierung Michaela Dicu.[13]

## Auszeichnungen (Auswahl)

### Erhalten
- Bayerischer Fernsehpreis
- Robert-Geisendörfer-Preis[14]
- Best Docu Series Award Berlin TV Series Festival 2020[15]
- Civis-Medienpreis Dokumentation 2002
- Civis-Medienpreis Fiction 2019[16]
- New York Festivals Award, World Gold Medal[17]
- Platinum Award des Houston International Film Festival, Houston Texas[18]
- Grand Prix des 12. Internationalen Dokumentarfilmfestivals Sewastopol[19]
- Hans-Klein-Medienpreis
- Förderpreis der Hanns-Seidel-Stiftung
- Axel Springer Preis für junge Journalisten
- Deutscher Wirtschaftsfilmpreis 2021 in BRONZE für Rohwedder – Einigkeit und Mord und Freiheit[20]

### Nominiert
- Grimme-Preis 2019[21], 2021[22] und 2025[23]
- Deutscher Fernsehpreis 2014[24] und 2021[25]
- Finalist JAA! Digital First Excellence Award 2024[26]
- Deutsch-Französischer Journalistenpreis 2015, 2019
- Preis der Deutschen Akademie für Fernsehen Bestes Drehbuch für „Krieg der Träume“
- Banff World Media Festival Rockie Award
- Japan Prize (Contest for educational Media) in der Kategorie „Continuing Education“[27]